# Depresiune

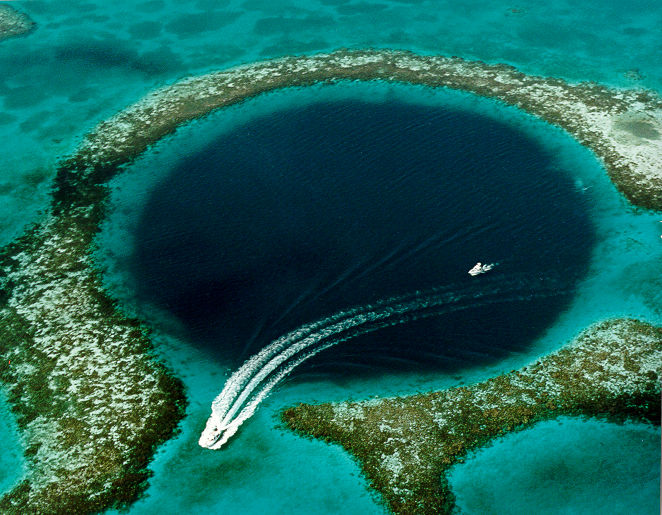
Depresiune

Depresiunea este o formă de relief de dimensiuni variabile, situată la o altitudine mai mică decât regiunile înconjurătoare.
După origine, depresiunile pot fi:
- tectonice: formate în urma unei prăbușiri sau scufundări lente, locale a scoarței terestre;
- de baraj vulcanic: formate în urma apariției la suprafață a unor edificii vulcanice, care izolează între ele și relieful înalt învecinat, o porțiune joasă de teren;
- de eroziune: rezultate în urma acțiunii distructive a agenților externi, în special a apelor curgătoare, în condițiile unei alternanțe de roci dure și moi.